# Opistognathidae

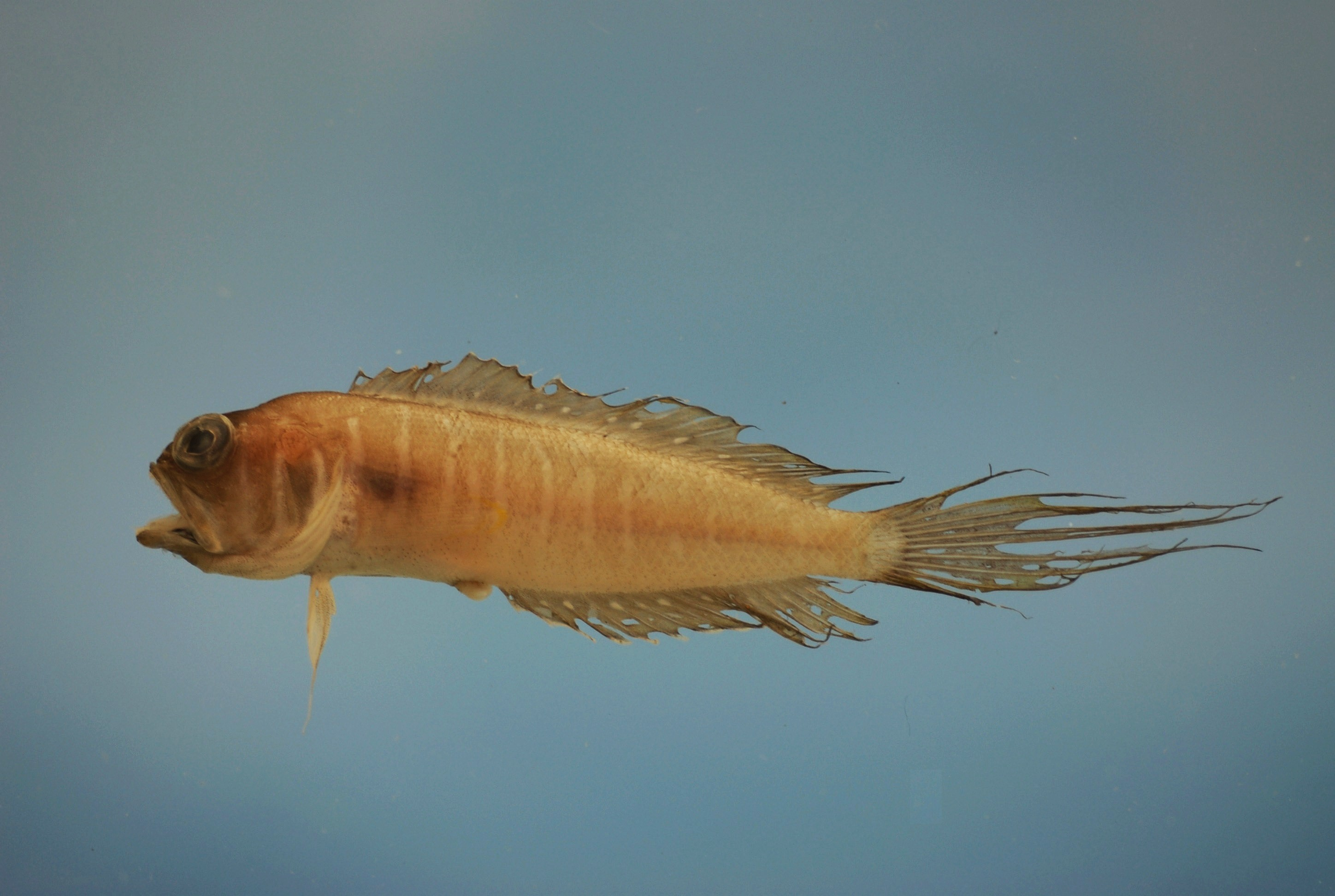
Lonchopisthus micrognathus

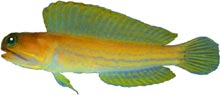
Opistognathus lonchurus

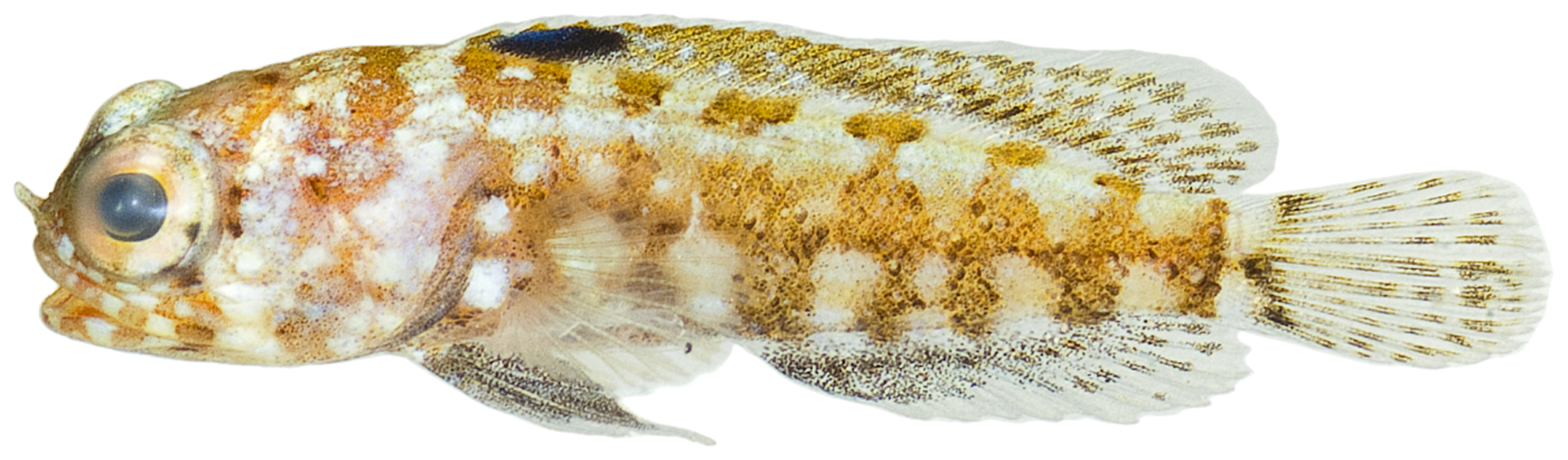
Opistognathus whitehursti

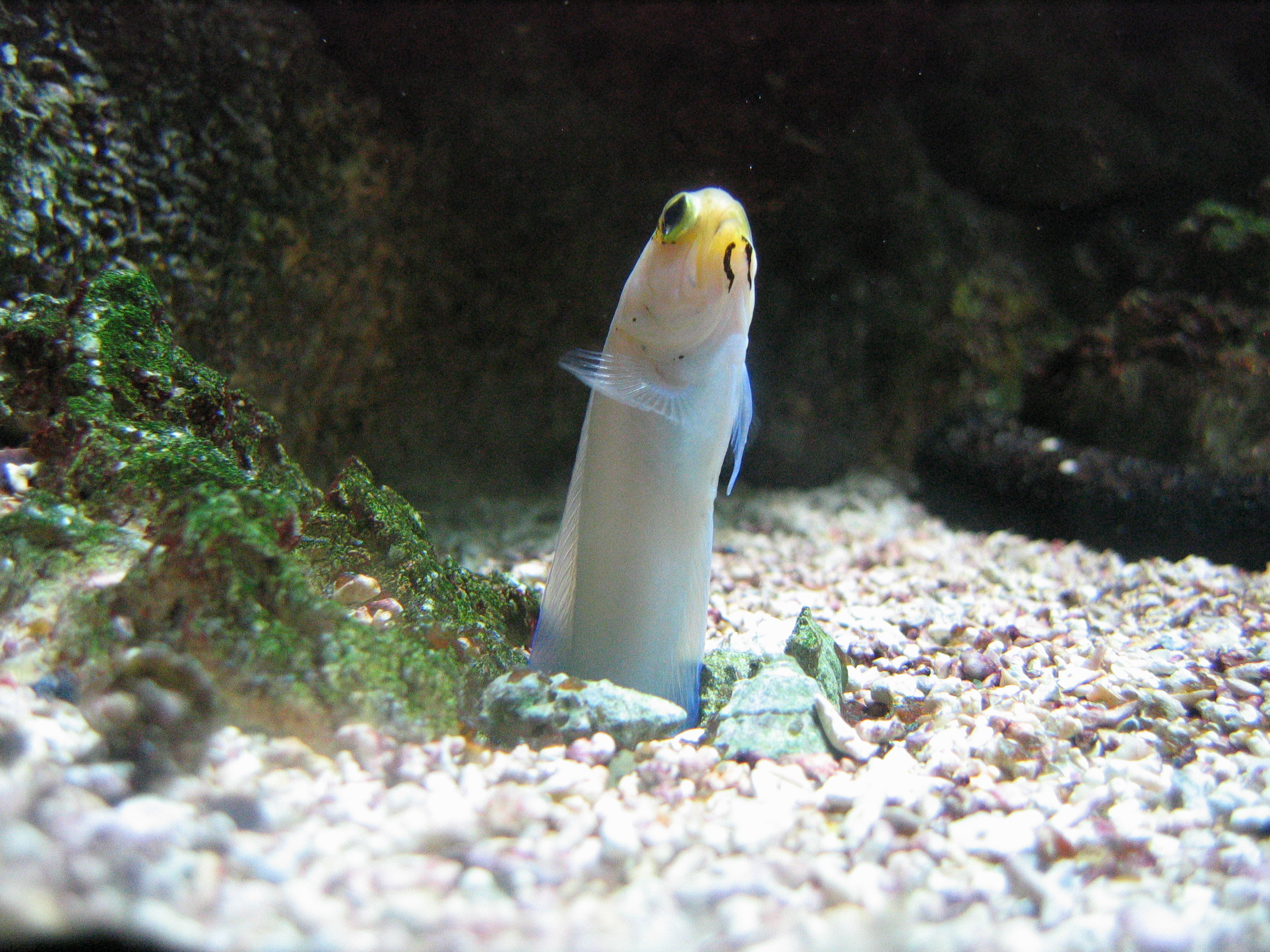
Opistognathus aurifrons parzialmente infossato nel sedimento

Opistognathidae è una famiglia di pesci ossei marini appartenenti all'ordine Perciformes.

## Distribuzione e habitat
La famiglia è presente in tutti i mari e gli oceani tropicali e subtropicali tranne l'Oceano Atlantico orientale e il mar Mediterraneo. Sono tipici dei fondali sabbiosi.

## Descrizione
La caratteristica più vistosa di questi pesci è la testa, che si presenta piuttosto larga e piatta, con bocca molto grande. Il corpo è affusolato. La pinna dorsale è unica, lunga, con la parte anteriore a raggi spinosi. Le pinne ventrali sono inserite più avanti delle pinne pettorali. La linea laterale corre vicino al profilo dorsale del corpo ed è incompleta interrompendosi a metà della pinna dorsale.
Sono pesci di piccola taglia, nella maggioranza delle specie raggiungono al massimo i 10 cm. Alcune specie possono comunque superare i 50 cm.

## Biologia
Vivono infossati nella sabbia lasciando uscire solo la testa.

### Riproduzione
Incubano le uova in bocca.

### Alimentazione
Si nutrono sia di invertebrati bentonici che di zooplancton.

## Generi e specie
- Genere Lonchopisthus
  - Lonchopisthus higmani
  - Lonchopisthus lemur
  - Lonchopisthus micrognathus
  - Lonchopisthus sinuscalifornicus
- Genere Opistognathus
  - Opistognathus adelus
  - Opistognathus afer
  - Opistognathus albicaudatus
  - Opistognathus alleni
  - Opistognathus aurifrons
  - Opistognathus brasiliensis
  - Opistognathus brochus
  - Opistognathus castelnaui
  - Opistognathus crassus
  - Opistognathus cuvierii
  - Opistognathus cyanospilotus
  - Opistognathus darwiniensis
  - Opistognathus decorus
  - Opistognathus dendriticus
  - Opistognathus dipharus
  - Opistognathus elizabethensis
  - Opistognathus evermanni
  - Opistognathus eximius
  - Opistognathus fenmutis
  - Opistognathus fossoris
  - Opistognathus galapagensis
  - Opistognathus gilberti
  - Opistognathus hongkongiensis
  - Opistognathus hopkinsi
  - Opistognathus inornatus
  - Opistognathus iyonis
  - Opistognathus jacksoniensis
  - Opistognathus latitabundus
  - Opistognathus leprocarus
  - Opistognathus liturus
  - Opistognathus lonchurus
  - Opistognathus longinaris
  - Opistognathus macrognathus
  - Opistognathus macrolepis
  - Opistognathus margaretae
  - Opistognathus maxillosus
  - Opistognathus megalepis
  - Opistognathus melachasme
  - Opistognathus mexicanus
  - Opistognathus muscatensis
  - Opistognathus nigromarginatus
  - Opistognathus nothus
  - Opistognathus panamaensis
  - Opistognathus papuensis
  - Opistognathus punctatus
  - Opistognathus randalli
  - Opistognathus reticeps
  - Opistognathus reticulatus
  - Opistognathus rhomaleus
  - Opistognathus robinsi
  - Opistognathus rosenbergii
  - Opistognathus rosenblatti
  - Opistognathus rufilineatus
  - Opistognathus scops
  - Opistognathus seminudus
  - Opistognathus signatus
  - Opistognathus simus
  - Opistognathus smithvanizi
  - Opistognathus solorensis
  - Opistognathus stigmosus
  - Opistognathus variabilis
  - Opistognathus verecundus
  - Opistognathus walkeri
  - Opistognathus whitehursti
- Genere Stalix
  - Stalix davidsheni
  - Stalix dicra
  - Stalix eremia
  - Stalix flavida
  - Stalix histrio
  - Stalix immaculata
  - Stalix moenensis
  - Stalix omanensis
  - Stalix sheni
  - Stalix toyoshio
  - Stalix versluysi[2]